# Paulina Porizkova
Paulina Porizkova (Pavlína Pořízková, República Checa, 9 de Abril de 1965) é uma supermodelo tcheca 
naturalizada norte-americana.

## Carreira
Paulina Porizkova fotografou para revistas como Vogue, Elle, Harper's Bazaar, Cosmopolitan, Glamour, Sports Illustrated Swimsuit Edition e Playboy.
Com apenas 18 anos, Porizkova foi a modelo mais jovem até hoje a ilustrar a capa da Sports Illustrated Swimsuit Edition em 1984 e em 1985, consegue a sua 2.ª capa consecutiva. Em 2004, no 40.º aniversário, é publicada uma edição especial em que são convidadas as principais modelos que fizeram a história e o sucesso da revista e Porizkova é uma delas, posando junto de Heidi Klum, Valeria Mazza, Elle Macpherson, Cheryl Tiegs, Tyra Banks, Rachel Hunter, Stacey Williams, Christie Brinkley, Vendela Kirsebom e Roshumba Williams. (Foto Hall of Fame)
Em 1988, assinou um contrato milionário para fazer a campanha da marca de cosméticos da Estée Lauder.
Em 1990, foi eleita pela revista People uma das 50 mulheres mais bonitas do mundo. 
Em 2001, apresentou um programa no canal E.
Em 2005, fez sua estreia no catálogo da Victoria's Secret.
Fez parte do grupo de jurados do programa America's Next Top Model substituindo o ícone "fashion" Twiggy.
Porizkova fez história em 2019 quando se tornou a modelo mais velha do mundo a aparecer na Sports Illustrated S. L. (Swimming Legends) aos 55 anos. A Supermodelo tcheca que foi fotografada pela primeira vez em 1983 por Walter Looss Jr., posteriormente em ‘86, ‘89, ‘92, e em 2004 para as fotos do 50° aniversário da Sports Illustraded Swimming Legends em 2014.

## Vida pessoal
Em 23 de Agosto de 1989 casou com o cantor Ric Ocasek do grupo The Cars, com quem tem dois filhos.. Eles se conheceram durante as filmagens do videoclip da música Drive, em 1984 (um dos maiores sucessos da banda).